# Assemblea de Ceuta
L'Assemblea de Ceuta és, juntament amb el President i el Consell de Govern, un dels tres òrgans institucionals de l'autogovern de la Ciutat autònoma de Ceuta (Espanya). L'Assemblea és alhora el Ple de l'ajuntament de la ciutat i té la seu al Palau de l'Assemblea de Ceuta.
L'Assemblea està integrada per 25 membres, triats per sufragi universal, lliure, igual, directe i secret. Els seus membres ostenten també la condició de Regidors. Les sessions de l'Assemblea són públiques i a la cambra li corresponen les funcions de: triar quin dels seus membres és el President de la ciutat de Ceuta; impulsar i controlar l'acció del Consell de Govern; aprovar els pressupostos i comptes de la ciutat i aprovar els plans de foment, ordenació i actuació d'interès general, entre d'altres. Així mateix, també li corresponen les atribucions que li corresponen com a Ple de l'Ajuntament.

## Òrgans de l'Assemblea

### El President
Segons els articles 14 i 15 (Capítol II del Títol Primer) de la Llei Orgànica 1/1995, de 13 de Març, d'Estatut d'Autonomia de Ceuta el President de la ciutat de Ceuta:
1. Presideix l'Assemblea, el Consell de Govern, l'activitat del qual dirigeix i coordina, i ostenta la suprema representació de la Ciutat.
2. Nomena i separa als Consellers i podrà delegar temporalment funcions executives pròpies en alguns dels membres del Consell.
3. Ostenta també la condició d'Alcalde.
4. Serà triat per l'Assemblea de Ceuta d'entre els seus membres i és nomenat pel Rei. L'elecció, que haurà de realitzar-se entre els membres de l'Assemblea de Ceuta que encapçalessin alguna de les llistes electorals que hagin obtingut escó, s'efectuarà per majoria absoluta. En cas que cap candidat obtingui aquesta majoria, quedarà designat President el que encapçali la llista que hagués obtingut major nombre de vots.

L'actual president de l'Assemblea (legislatura 2023-2027) és Juan Jesús Vivas Lara, en el càrrec des de 2001. Des de la instauració de l'Assemblea de Ceuta l'any 1995 hi ha hagut quatre presidents:
| Legislatura | President/a        | President/a                   | Partit | Inici de mandat      | Fi de mandat         |
| ----------- | ------------------ | ----------------------------- | ------ | -------------------- | -------------------- |
| 1995-1999   |                    | Basilio Fernández López       | PFC    | 19 de juny de 1995   | 24 de juliol de 1996 |
| 1995-1999   |                    | Jesús Cayetano Fortes Ramos   | PP     | 24 de juliol de 1996 | 26 d'agost de 1999   |
| 1999-2003   |                    | Antonio Sampietro Casarramona | GIL    | 26 d'agost de 1999   | 7 de febrer de 2001  |
| 1999-2003   |                    | Juan Jesús Vivas Lara         | PP     | 7 de febrer de 2001  | 16 de juny de 2003   |
| 2003-2007   | 16 de juny de 2003 | Juan Jesús Vivas Lara         | PP     | 19 de juny de 2007   |                      |
| 2007-2011   | 19 de juny de 2007 | Juan Jesús Vivas Lara         | PP     | 13 de juny de 2011   |                      |
| 2011-2015   | 13 de juny de 2011 | Juan Jesús Vivas Lara         | PP     | 16 de juny de 2015   |                      |
| 2015-2019   | 16 de juny de 2015 | Juan Jesús Vivas Lara         | PP     | 18 de juny de 2019   |                      |
| 2019-2023   | 18 de juny de 2019 | Juan Jesús Vivas Lara         | PP     | 17 de juny de 2023   |                      |
| 2023-2027   | 17 de juny de 2023 | Juan Jesús Vivas Lara         | PP     | En el càrrec         |                      |

### Consell de Govern
Segons els articles 16, 17, 18 i 19 (Capítol III del Títol Primer) de la Llei Orgànica 1/1995, de 13 de Març, d'Estatut d'Autonomia de Ceuta el Consell de Govern:
1. És l'òrgan col·legiat que ostenta les funcions executives i administratives de la ciutat de Ceuta.
2. Està integrat pel President i els Consellers.
3. Dirigeix la política de la ciutat i exerceix les funcions executives i administratives corresponents, sense perjudici de les competències reservades a l'Assemblea.
4. Podrà desenvolupar reglamentàriament les normes aprovades per l'Assemblea en els casos en què aquelles ho autoritzin expressament.
5. Tindrà la competència per desenvolupar les normes dictades per l'Assemblea sobre organització i funcionament dels serveis administratius de la ciutat de Ceuta.
6. Respon políticament davant l'Assemblea, de forma solidària, sense perjudici de la responsabilitat de cadascun dels seus membres per la seva gestió.
7. Cessarà després de la celebració de les eleccions a l'Assemblea de Ceuta, la dimissió, incapacitat o defunció del seu President, l'aprovació per l'Assemblea d'una moció de censura o la negació per la mateixa de la confiança sol·licitada.

## Composició
En les eleccions a l'Assemblea de Ceuta de 2023, celebrades el diumenge 28 de maig, el Partit Popular de Ceuta va ser la candidatura més votada però va continuar sense la majoria absoluta. D'aquesta manera, els resultats en les eleccions van ser els següents:
| Eleccions a l'Assemblea de Ceuta de 2023 |                                          |                        |        |        |          |          |
| Partit                                   | Partit                                   | Candidat               | Vots   | Vots   | Diputats | Diputats |
|                                          | Partit Popular de Ceuta                  | Juan Jesús Vivas       | 11.738 | 34,37% | 9        | =        |
|                                          | Partit Socialista de Ceuta               | Juan Antonio Gutiérrez | 7.158  | 20,96% | 6        | 1        |
|                                          | Vox                                      | Juan Sergio Redondo    | 7.050  | 20,64% | 5        | 1        |
|                                          | Moviment per la Dignitat i la Ciutadania | Fátima Hamed           | 3.839  | 11,24% | 3        | 1        |
|                                          | Ceuta Ya!                                | Mohamed Mustafa Ahmed  | 3.428  | 10,03% | 2        | 1        |
| Font: Junta Electoral Central            |                                          |                        |        |        |          |          |

### La mesa
La Mesa de l'Assemblea de Ceuta està integrada per la presidència/alcaldia de la Ciutat, que la presidirà, i dos vicepresidents triats per la mateixa Assemblea d'entre els seus membres. La composició de la taula de l'Assemblea de Ceuta és la següent:
| Càrrec                   | Titular                        | Llista                                   |
| ------------------------ | ------------------------------ | ---------------------------------------- |
| President                | Juan Jesús Vivas Lara          | PP de Ceuta                              |
| Vicepresident primer     | Alberto Ramón Gaitán Rodríguez | PP de Ceuta                              |
| Vicepresidenta segona    | Fátima Hamed Hossain           | Moviment per la Dignitat i la Ciutadania |
| Font: Assemblea de Ceuta |                                |                                          |

### Grups Parlamentaris
L'Assemblea de Ceuta està formada pel President, que és al seu torn l'alcalde i president de la ciutat autònoma, i vint-i-cinc diputats dels diferents partits polítics, que són alhora regidors.
Des de les eleccions de 2023, la càmera està formada pels següents grups:
| Grup Parlamentari         | Grup Parlamentari | Integrants                               | Portaveu               | Líder                  | Escons |
| ------------------------- | ----------------- | ---------------------------------------- | ---------------------- | ---------------------- | ------ |
|                           | Partit Popular    | PP Ceuta                                 | Kissy Chandiramani     | Juan Jesús Vivas       | 9      |
|                           | Partit Socialista | Partit Socialista de Ceuta               | Juan Antonio Gutiérrez | Juan Antonio Gutiérrez | 6      |
|                           | VOX               | Vox                                      | Juan Sergio Redondo    | Juan Sergio Redondo    | 5      |
|                           | MDiC              | Moviment per la Dignitat i la Ciutadania | Fátima Hamed           | Fátima Hamed           | 3      |
|                           | Ceuta Ja          | Ceuta Ja!                                | Mohamed Mustafa Ahmed  | Mohamed Mustafa Ahmed  | 2      |
| Fuente: Asamblea de Ceuta |                   |                                          |                        |                        |        |

### Consell de Govern
El Consell de Govern de la Ciutat Autònoma de Ceuta a l'actualitat (2019) és el següent:
| Nom                               | Càrrec                                                  |
| --------------------------------- | ------------------------------------------------------- |
| Juan Jesús Vivas Lara             | Alcaldia – Presidència                                  |
| María Isabel Deu de l'Olmo        | Conselleria de Presidència i Governació                 |
| Carlos Rontomé Romero             | Conselleria d'Educació i Cultura                        |
| Kissy Chandiramani Ramesh         | Conselleria de Foment i Medi ambient                    |
| Francisco Javier Guerrero Gallego | Conselleria de Sanitat, Serveis Socials i Igualtat      |
| Alberto Gaitán Rodríguez          | Conselleria d'Economia, Hisenda i Administració Pública |
| Lorena Miranda Daurat             | Conselleria d'Esport i Joventut                         |
| Yamal Dris Mojtar                 | Conselleria de Serveis Urbans i Patrimoni Natural       |

## Funcions
Segons l'article 12 (Capítol 1 del Títol Primer) de la Llei Orgànica 1/1995, de 13 de Març, d'Estatut d'Autonomia de Ceuta les funcions que se li assignen a l'Assemblea de Ceuta són les següents:
1. Exercir la potestat normativa atribuïda a la ciutat de Ceuta en els termes previstos a l'Estatut.
2. Exercir la iniciativa legislativa en els termes previstos a l'Estatut.
3. Triar dels seus membres el President de la ciutat de Ceuta.
4. Impulsar i controlar l'acció del Consell de Govern.
5. Aprovar els pressupostos i comptes de la ciutat de Ceuta sense perjudici del control que correspon al Tribunal de Comptes.
6. Aprovar els plans de foment, ordenació i actuació d'interès general per a la Ciutat.
7. Aprovar el seu propi Reglament.
8. Aprovar les normes bàsiques d'organització i funcionament dels serveis de la Ciutat, en aplicació del que es disposa a l'Estatut.
9. Aprovar els convenis a celebrar amb qualsevol de les Comunitats Autònomes i amb la ciutat de Melilla, i els acords de cooperació amb aquelles o aquesta que siguin precisos.
10. La determinació i ordenació dels recursos propis de caràcter tributari en els termes establerts a l'Estatut.
11. Les altres funcions que li atribueixin les lleis de l'Estat i l'Estatut.